# Frente Integralista Brasileira
A Frente Integralista Brasileira (FIB) é um movimento político brasileiro de inspiração fascista e caráter antiliberal, anticomunista, tradicionalista e nacionalista de extrema-direita. Surgiu em 2004, no chamado I Congresso Integralista para o século XXI, realizado na cidade de São Paulo, mas veio a ser fundada oficialmente em 22 de janeiro de 2005.

## Origens
Após a morte de Plínio Salgado, em 1975, surgem novas agremiações integralistas responsáveis por tentar disseminar a obra política e literária do líder Integralista, como o Centro Cultural Plínio Salgado, em São Gonçalo (Rio de Janeiro).
Durante a década de 1980, no contexto da redemocratização no país, houve novamente a tentativa de se refundar a Ação Integralista Brasileira (AIB), por veteranos da primeira, segunda e terceira geração de integralistas. Esta tentativa resultou na fundação do Partido da Ação Integralista (PAI), entretanto, devido a divergências internas, a legenda não floresceu conforme esperavam seus correligionários.
Nas décadas de 1990 e 2000 novas agremiações surgiram, dentre elas o Centro de Estudos Históricos e Políticos (CEHP), localizado em Santos, o Núcleo Integralista do Rio de Janeiro (NIRJ) e a Juventude Nativista de Niterói (JNN), que auxiliaram o trabalho de organizações remanescentes da década de 1980, como a Casa de Plínio Salgado e o Centro Cultural Plínio Salgado, esta última então comandada pelo ex-militante da Ação Integralista Brasileira, Arcy Lopes Estrella. Estas duas últimas organizações expandiram seu raio de atuação, articulando e agrupando organizações distintas que tinham como ponto em comum a doutrina integralista.

## História
Criada por jovens pertencentes a chamada quarta geração integralista e militantes históricos do movimento, a FIB surge como resultado da união de diferentes agremiações integralistas existentes, que até então eram autônomas. As lideranças destas agremiações organizaram o chamado I Congresso Integralista para o Século XXI, que foi realizado nos dias 04 e 5 de dezembro de 2004, na cidade de São Paulo. Na ocasião, foi fundado o Movimento Integralista Brasileiro (MIB), cujo nome viria a ser alterado posteriormente para Frente Integralista Brasileira. Segundo indica a página da organização a FIB foi fundada oficialmente no mês seguinte, em 22 de janeiro de 2005.

## Ideologia
A ideologia defendida pela organização tem sido descrita por acadêmicos como chauvinista. O integralismo brasileiro não aceita o capitalismo neoliberal, nem o comunismo. Defende a propriedade privada, o resgate da cultura nacional, o moralismo, valoriza o nacionalismo, os valores morais cristãos e as tradições cristãs brasileiras, o princípio da autoridade (e portanto a estrutura hierárquica da sociedade), o combate tanto ao comunismo quanto ao liberalismo econômico, e a defesa do municipalismo. Neste ponto a FIB é tida como radical na defesa dos princípios que nortearam a antiga AIB, mantendo intacta toda a ideologia original.
Os integralistas apregoam rejeitar a democracia liberal enquanto instrumento de sustentação política e econômica do capitalismo ao identificar que esta estrutura reduz toda a atividade política a um mero formalismo eleitoral que se repete periodicamente e que é exercida unicamente por partidos políticos. Em oposição a isso, os integralistas dizem defender a democracia num caráter mais amplo e participativo através da concepção da democracia orgânica, cuja participação política não se restringe apenas a partidos políticos, dando voz também aos chamados grupos naturais. Tomando em perspectiva a análise de François Furet sobre os movimentos totalitários do século XX, isto permite distinção do integralismo em relação aos movimentos fascistas e comunistas, que visam suprimir a democracia liberal por uma estrutura totalitária.

## Organização
A FIB organiza-se em núcleos estaduais (frequentemente tratados como provinciais) e municipais, cujo objetivo é realizar ações sociais, estudos e propaganda. Segundo o pesquisador Jefferson Rodrigues Barbosa: “a FIB está organizada em aproximadamente vinte estados da federação, com mais de trinta núcleos espalhados pelo Brasil“. Estes núcleos estão subdivididos geograficamente e suas atividades orientadas por cinco Coordenadorias Regionais: Norte, Nordeste, Centro-Oeste, Sudeste e Sul.

## Atuação

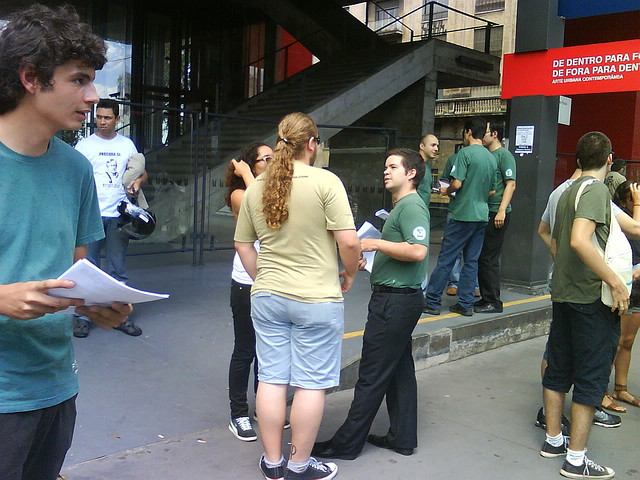
Militantes da FIB fazem panfletagem no vão livre do Museu de Arte de São Paulo (MASP)

Os integralistas atuam nos mais diversos canais, difundindo panfletos, informativos, atuando em manifestações, em partidos políticos, meios acadêmicos e mesmo mantendo contato com organizações similares em âmbito nacional e internacional, como é o caso da organização italiana Forza Nuova.

### Internet
Sendo a internet o meio mais rápido de comunicação, os integralistas na atualidade utilizam-na como meio de difusão dos ideais, buscando propagar a sua ideologia e atraindo novos adeptos. Diante dessas considerações pode-se considerar que uma grande parcela dos novos militantes conhece e entra em contato com o movimento a partir do contato com a internet.
Analisando a página da FIB percebe-se que a propaganda é destinada tanto ao público já integrado ao movimento quanto aos que não são adeptos. Trazem textos informativos, imagens de encontros e passeatas, alguns textos exaltando a figura de Plínio Salgado e os objetivos do movimento. É possível encontrar também textos que fazem crítica à política atual. Nesse sentido a internet é uma ferramenta fundamental na propagação das ideias da organização.
As redes sociais são outra importante fonte de divulgação. No Facebook era possível verificar a presença da militância integralista em diferentes grupos ou comunidades. Nesta última rede, por exemplo, a página oficial da FIB possuía mais de 20.000 inscritos, enquanto no grupo oficial participavam mais de 1.600 pessoas em trocas de mensagens. Em junho de 2021, todas as páginas oficiais da Frente Integralista Brasileira, assim como as contas de milhares de dirigentes e simpatizantes da entidade, foram permanentemente removidas do Facebook e do Instagram. A empresa Facebook Inc. justificou as remoções com a política de combate ao discurso de ódio, o que foi contestado pelos integralistas. Embora com menos interações, a organização mantém também presença oficial no YouTube, no Flickr, no Google+ e no Twitter.

### Envolvimento político
A FIB oficialmente alega não pretender ser um partido político e nem possuir vínculos com qualquer dos partidos existentes, mas não se posiciona contrária a uma futura investida neste âmbito, no que aparenta ser provavelmente uma das menores reivindicações da organização.
Embora esse seja o discurso, na prática a história é um pouco diferente. Para CALDEIRA NETO (2008), a FIB, dentre os vários grupos nacionalistas que analisou, foi a organização que estabeleceu contato mais próximo com partidos políticos, “especificamente o Partido de Reedificação da Ordem Nacional (PRONA), fundado por Enéas Ferreira Carneiro, que, de acordo com Victor (2004), chegou inclusive a manifestar apreço pelos integralistas (‘Isso é de antes da minha época’, ‘existem algumas similaridades entre nós e os integralistas’; ‘Todos os nacionalistas amam igualmente o seu país’), em entrevista veiculada no jornal The New York Times. Não por acaso, a Frente Integralista Brasileira chegou a direcionar os votos de seus militantes para o PRONA, tido pela FIB como “única legenda digna de votos pelos brasileiros conscientes”, ao passo que o PRONA teria absorvido grande parte dos ideais sociais e nacionalistas do integralismo.
A partir de 2018, a organização aprofundou uma forte relação com o Partido Renovador Trabalhista Brasileiro (PRTB), chefiado por Levy Fidelix. Na ocasião das eleições daquele ano, o próprio candidato do presidenciável Jair Bolsonaro ao Governo de São Paulo, Rodrigo Tavares, gravou um vídeo com o Presidente da FIB, ao final do qual gritou a saudação integralista “anauê”. Levy Fidelix, por sua vez, usava, durante sua campanha para deputado federal, o slogan integralista “Deus, pátria e família”. Nas eleições, o PRTB foi o único partido a se coligar com o Partido Social Liberal (PSL) de Bolsonaro, garantindo o vice-presidente de 2019 a 2022, o General Hamilton Mourão.
Durante o governo Bolsonaro, os integralistas se caracterizaram por uma aproximação do Ministério da Mulher, da Família e dos Direitos Humanos, comandado por Damares Alves. Apesar disso, a rejeição do liberalismo econômico e a desconfiança da aproximação aos Estados Unidos distanciou o integralistas do bolsonarismo, mantendo-se críticos do governo. Segundo o especialista Odilon Caldeira Neto, “o integralista está para além de lideranças e instituições, de acordo com os seus membros”, e por isso “os integralistas não são bolsonaristas”. Para ele, “o diálogo entre grupos integralistas e o bolsonarismo não é uma adesão, mas sim uma aproximação estratégica”. Em 2021, lideranças da FIB filiaram-se ao Partido Trabalhista Brasileiro (PTB), afirmando que seu presidente, Roberto Jefferson, vem de família tradicionalmente integralista. Segundo a organização, o PTB consolidou-se como “importante opção para membros do movimento que queiram disputar as eleições de 2022 e de 2024”.
Nos últimos anos, a FIB tem submetido aos seus membros listas de apoio a candidatos em diversas partes do Brasil. Algumas destas candidaturas são próprias, mas ancoradas em legendas diversas, como a de um integralista, Paulo Fernando Melo da Costa que, em 2006, 2010 e 2014, se candidatou a deputado federal pelo Distrito Federal e recebeu, respectivamente, 13.750 votos na primeira tentativa e 27.444 votos na segunda, número considerável, mas insuficiente para garantir a vaga no Congresso Nacional.  Melo da Costa foi apontado como assessor de Damares Alves durante o governo Bolsonaro e já fez parte do PRONA.
Em novembro de 2019, Jair Bolsonaro anunciou que criaria um partido, o Aliança pelo Brasil, usando os lemas "Deus, pátria e família", no entanto, o projeto não foi concretizado.
Em outra ocasião, os integralistas também foram considerados como força política na refundação da Aliança Renovadora Nacional (ARENA), partido criado para dar sustentação ao regime militar, cuja campanha de reorganização busca o total de assinaturas exigido para o registro junto ao TSE.
Nas eleições de 2022, o PTB lançou a candidatura de Kelmon Luís da Silva Souza, autodeclarado padre ortodoxo, que chegou a palestrar em um congresso organizado pela FIB. Por sua vez, Damares Alves, ex-Ministra da Mulher, Família e Direitos Humanos, então em campanha pelo Senado no Distrito Federal, declarou ter identificação com o Integralismo. Ambos os candidatos foram apoiados pela lista eleitoral divulgada pela FIB.

### Manifestações
A FIB incentiva que seus núcleos organizem periodicamente manifestações públicas com o objetivo de prestar homenagem cívica, propagar os ideais integralistas ou a opinião da organização sobre determinado tema. Tendo como norte estes três eixos orientadores, tornou-se comum para os pesquisadores avistar as bandeiras azuis do integralismo em feriados importantes, como o da Independência do Brasil e o da Revolução Constitucionalista (em São Paulo), em panfletagens e reuniões públicas nas grandes cidades ou na defesa de questões pontuais, como manifestações contra o aborto ou contra projetos de lei que busquem a descriminalização das drogas, por exemplo.

#### Protestos no Brasil em 2013
Os integralistas foram acusados oficialmente por inúmeras organizações de esquerda, dentre elas o Partido da Causa Operária (PCO), o Partido Socialista dos Trabalhadores Unificado (PSTU), o Partido Comunista do Brasil (PCdoB) e a Central Única dos Trabalhadores (CUT), de terem cooptado e redirecionado a pauta das manifestações, inicialmente comandadas pelo Movimento Passe Livre (MPL).
De fato, a partir do dia 17 de junho, no auge da adesão popular aos protestos, passaram a ocorrer manifestações generalizadas de repúdio à presença de bandeiras de partidos políticos nas manifestações. Os militantes de partidos, que portavam bandeiras, por outro lado, imediatamente qualificaram a intolerância às bandeiras partidárias como fascismo.
Embora a FIB admita ter participado dos protestos, a organização nega qualquer responsabilidade em atos de vandalismo ou violência contra integrantes de partidos políticos e centrais sindicais. Do mesmo modo, apesar da presença integralista nas manifestações, a grande maioria das pessoas não possuía um posicionamento político claro.

## Ataques na Universidade de São Paulo
No dia 29 de novembro de 2017, o Presidente Nacional da Frente Integralista Brasileira, Victor Emanuel Vilela Barbuy, fora convidado para realizar a palestra "Município e Municipalismo no Brasil" durante o VI Simpósio de Filologia e Cultura Latino-Americana, realizado na Faculdade de Filosofia, Letras e Ciências Humanas da Universidade de São Paulo (FFLCH-USP). O evento foi organizado pelo Departamento de Letras Clássicas e Vernáculas e o Grupo de Pesquisa América România da própria Faculdade. A palestra a ser realizada por Barbuy, advogado e mestre em Direito Civil, abordaria o municipalismo, sistema político que pede mais autonomia aos municípios e a descentralização da administração pública.
Ao chegar para a realização da palestra, Barbuy foi surpreendido e expulso por cerca de 200 alunos. Logo depois, a palestra "Frei Galvão, o Arquiteto da Luz", do cineasta, compositor, escritor e produtor cultural Malcolm Forest, foi interrompida por um grupo de alunos que invadiu a sala gritando palavras de ordem.
O Diário da Causa Operária publicou quatro vídeos sobre o caso, intitulados "fascistas, não passarão", "ato contra os fascistas na USP" e "lugar de fascista é na ponta do fuzil". O blog do Diário publicou: "Esse é mais um episódio que mostra que o caminho a ser seguido é o caminho da luta contra a direita. Ao contrário do que defende a esquerda pequeno-burguesa, é impossível derrotar o golpe e a direita apenas com discursos. É preciso uma política que se oponha energicamente aos golpistas. No caso da extrema-direita, que é um subproduto do avanço do golpe, é preciso estar preparado para combater com os meios que forem necessários. Os estudantes mostraram como se faz."

## Leituras adicionais
- Leandro Pereira Gonçalves; Odilon Caldeira Neto (10 de julho de 2020), O fascismo em camisas verdes: do integralismo ao neointegralismo, ISBN 978-65-5652-013-1, Rio de Janeiro: Fundação Getulio Vargas, Wikidata Q107015150

- Leandro Pereira Gonçalves; Odilon Caldeira Neto (2022), Fascism in Brazil: From Integralism to Bolsonarism, ISBN 978-1-000-58198-0 (em inglês), Abington, Nova Iorque: Routledge, OL 36276854M, doi:10.4324/9781003224570, Wikidata Q118985841